# أدب اللغة الإنجليزية الوسطى
أدب اللغة الإنجليزية الوسطى (نسبة إلى الفترة الزمنية) ينسب المصطلح إلى الأدب المكتوب باللغة الإنجليزية الوسطى (وهي أحد أشكال اللغة الإنجليزية)، في أواخر القرن الثاني عشر حتى سبعينيات القرن التاسع عشر. خلال هذا الوقت انتشرت اللغة الإنجليزية الوسطى في لندن. ما بين سبعينيات القرن التاسع عشر ومنتصف القرن العشرين، كان هناك فترة انتقال وتحول إلى اللغة الإنجليزية الحديثه. ومن الناحية الأدبية، لم تتغير خصائص الأعمال الأدبية المكتوبة بشكل كبير حتى بدا تأثير عصر النهضة والمسيحية الإصلاحية جليًا وذلك في عهد الملك هنري الثامن. ويصنف أدب اللغة الإنجليزية الوسطى إلى ثلاث فئات رئيسية وهي الأدب الديني وأدب الحب النبيل وأدب آرثر، ولكن لا تصنف العديد من أعمال جيفري تشوسر من ضمن هذه التصنيفات.
أصبح القانون الفرنسي اللغة الرسمية في المحاكم، والبرلمان والمجتمع كليًّا بعد غزو النورمان لإنجلترا. وفي ذلك الوقت اختلطت اللهجات النورماندية للطبقات الحاكمة مع لغة الشعب (الأنجلو ساسكون)، لذلك أصبحت اللغة الأنغلو-نورمانية، وخضعت الأنجلو ساسكون لانتقال تدريجي إلى اللغة الإنجليزية الوسطى. وفي مطلع القرن الثالث عشر، كتب لايمون (شاعر إنجليزي) باللغة الإنجليزية الوسطى، إلى جانب العديد من الأعمال الانتقالية، بما في ذلك مجموعة متنوعة من الرومانسيات وكلمات الأغاني والتي كانت ترفيهًا شائعًا. لكن مع مرور الوقت استعادت اللغة الإنجليزية هيبتها ومكانتها، وفي عام 1362 حلت محل اللغة الفرنسية واللغة اللاتينية في البرلمان والمحاكم. ويعد العملين اورمولوم (كتاب بالانكليزية القرن 12) و Havelock the Dane من الأمثلة المبكرة لأدب اللغة الإنجليزية الوسطى. في القرن الرابع عشر، بدأت بعض الأعمال الرئيسية للأدب الإنجليزي بالظهور مرة أخرى، بما في ذلك أعمال الشاعر جيفري تشوسر. وفي أواخر القرن الرابع عشر، تم توحيد اللغة الإنجليزية كلغة مكتوبة وتحول إلى الكتابة العلمانية. وفي أواخر القرن الخامس عشر، طبع ويليام كاكستون أربعة أخماس من أعماله باللغة الإنجليزية، مما ساعد على توحيد اللغة وتوسيع المفردات.
ومع دخول الغزاة، اختلطت لغتهم وأدبهم مع لغة السكان الأصليين. حيث أصبحت اللهجات النورمندية للطبقات الحاكمة (أنجلو نورمان)، وخضعت الإنجليزية القديمة لتحول تدريجي إلى اللغة الإنجليزية الوسطى. فلم تعد السلطة السياسية للغة الإنجليزية، لذلك لم يكن للغة الغربية السكسونية تأثير أكثر من أي لهجة أخرى. حيث كُتب الأدب الإنجليزي الأوسط بالعديد من اللهجات التي تتوافق مع تاريخ وثقافة وخلفية الكتاب الفرديين.
في حين أن الأنجلو نورمان أو اللاتينية كانت اللغة المفضلة لأصحاب المكانة العالية والإدارة، وعلى الرغم من ذلك لم يختف الأدب الإنجليزي، ويوجد العديد من الأعمال المهمة التي توضح تطور اللغة. وفي مطلع القرن الثالث عشر، كتب لايمون كتابه «بروت»، مستلهمًا في ملحمة وايس الأنجلو نورماندية والتي تعود إلى القرن الثاني عشر والتي تحمل الاسم نفسه. يعرف أسلوب لايمون اللغوي باللغة الإنجليزية الوسطى، وعلى الرغم من ذلك، نظمه الشعري يظهر تأثره القوي باللغة الإنجليزية القديمة.
بقيت الأعمال الانتقالية كترفيه شعبي، بما في ذلك مجموعة متنوعة من الرومانسيات وكلمات الأغاني. ولكن مع مرور الوقت، استعادت اللغة الإنجليزية هيبتها، وفي عام 1362 حلت محل اللغة الفرنسية واللغة اللاتينية في البرلمان والمحاكم. من بعض الأمثلة لأدب اللغة الإنجليزية الأوسط هي اورمولوم (كتاب بالانكليزية القرن 12) وهافلوك الدنيماركي و قصيدة "Love Rune" لتوماس هالز (وهي قصيدة حب). 
ازدهرت لهجة مرسيان ما بين القرن الثامن والثالث عشر؛ حيث أشار إليها جون تريفيسا في كتاباته عام 1387 لم يعش الكثير من الشعر الغنائي من القرن الثالث عشر، ولكن عدد قليل من قصائد الحب العلمانية؛ باستثناء قصيدة " Foweles in the frith ".

## الفترة المتأخرة

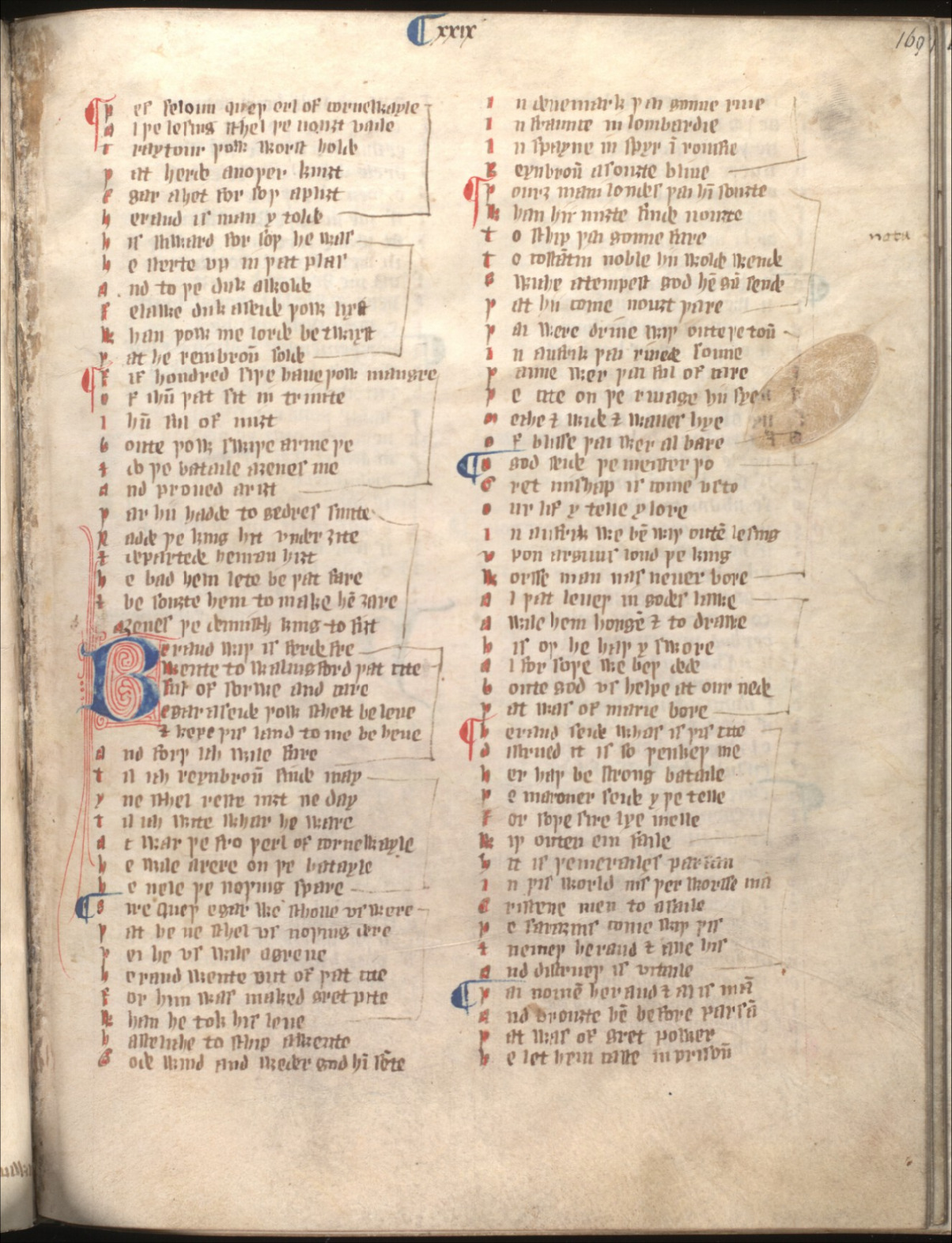
صفحة من مخطوطة أوشينليك تحتوي على مجموعة كبيرة من الشعر الإنجليزي الأوسط

وفي القرن الرابع عشر بدأت الأعمال الرئيسية للأدب الإنجليزي بالظهور مرة أخرى. ومن بينهم الشاعر اللؤلؤي من أعماله اللؤلؤ، والصبر، والنظافة، والسير جاوين والفارس الأخضر. إلى جانب العديد من الأعمال الأدبية لويليام لانجلاند مثل بيرس بلومان؛ والكاتب جون جاور وعمله كونفيسيو أمانتيز؛ وأعمال جيفري تشوسر، وهو الشاعر الإنجليزي الأكثر شهرة في العصور الوسطى، والذي اعتبره معاصروه الخليفة الإنجليزي لفيرجيل (شاعر روماني) ودانتي (شاعر إيطالي). ومع ذلك، فقد نجت مخطوطات من قصيدة Prick of Conscience أكثر من أي قصيدة أخرى باللغة الإنجليزية الوسطى.
تعتبر قصائد كيلدير مثالاً نادرًا لأدب اللغة الإنجليزية الوسطى المؤلف في أيرلندا، والتي من شأنها أن تعطي نظرة ثاقبة لتطور اللغة الإنجليزية الأيرلندية.
شهد أواخر القرن الرابع عشر توحيدًا للغة الإنجليزية كلغة مكتوبة، وسيطرتها على اللغة الفرنسية أو اللغة اللاتينية في مناطق معينة، وليس ذلك فحسب بل شهد أيضًا تحولًا كبيرًا من الموضوعات اللاهوتية أو الدينية لتشمل أيضًا مواضيعًا علمانية. وشهد إنتاج الكتب العامية نموًا في عدد الكتب المنسوخة، كلًا من العلمانية والدينية. لذلك، يمكن اعتبار أواخر القرن الرابع عشر أحد أهم الفترات في تاريخ اللغة الإنجليزية.
عانت سمعة خلفاء تشوسر في القرن الخامس عشر، مقارنة معه، على الرغم من أن جون ليدجيت، توماس هوكليف، وسكيلتون تُدرس على نطاق واسع. في هذا الوقت بدأت أصول الشعر الإسكتلندي مع كتابة جيمس الأول ملك اسكتلندا عمله The Kingis Quair. وكان الشعراء الرئيسيون للمجموعة الإسكتلندية هم روبرت هنريسون وويليام دنبار وجافين دوجلاس. قدم هنريسون ودنبار ملاحظة عن هجاء وحشي، والذي قد يكون مستحقًا لشعر غاليك بارديك، في حين أن نسخة دوغلاس من كتاب فيرجيل إنيد وهي واحدة من الآثار القديمة الإنسانية الأدبية في عصر النهضة باللغة الإنجليزية.
فقد كان وقتًا حيًا للدراما الدينية أيضًا: وتم إنتاج العديد من المسرحيات الأخلاقية ومسرحية الأسرار، حتى إن بعض النصوص نجت لوقتنا الحالي. Sidrak و Bokkus هو مثال آخر على أواخر الأدب الإنجليزي الأوسط.

### كاكستون واللغة الإنجليزية
في أواخر القرن الخامس عشر وظهور أول طابعة إنجليزية، طبع ويليام كاكستون أربعة أخماس أعماله باللغة الإنجليزية. ترجم كاكستون عددًا كبيرًا من الأعمال إلى اللغة الإنجليزية؛ حيث ترجم 26 عنوانًا. وطبع 108 كتابًا، 87 منها كانت ذات عناوين مختلفة. ومع ذلك، كانت اللغة الإنجليزية تتغير بشكل سريع في زمن كاكستون، حيث كانت الأعمال التي يراد طباعتها مختلفة في الأساليب واللهجات. كان كاكستون تقنيًا وليس كاتبًا، وغالبًا ما واجه معضلات تتعلق بتوحيد اللغة في الكتب التي طبعها. وقد كتب عن هذا الموضوع في مقدمة كتابه إنيدوس. وقد واجه خليفته Wynkyn de Worde المشاكل ذاتها.
يرجع الفضل في توحيد اللغة الإنجليزية إلى كاكستون (أي تجانس\تماثل اللهجات الإقليمية) في الطباعة. مما سهّل في توسيع المفردات الإنجليزية، وتطوير التصريف وبناء الجملة والفجوة المتزايدة باستمرار بين الكلمة كتابةً ونطقًا. على الرغم من ذلك، فضل ريتشارد بينسون، وهو فرنسي بدأ الطباعة في لندن عام 1491 أو 1492، Chancery Standard وقد كان مصممًا أكثر براعة، حيث دفع اللغة الإنجليزية أكثر إلى توحيد معايير اللغة.

## قراءة إضافية
- كايزر، رولف، أد. (1958) اللغة الإنجليزية في العصور الوسطى: مختارات الإنجليزية القديمة والإنجليزية الوسطى ؛ الطبعة الثالثة. برلين: رولف كايزر